# Rose
Rose község (comune) Olaszország Calabria régiójában, Cosenza megyében.

## Fekvése
A megye központi részén fekszik, a Crati völgyében. Határai: Acri, Castiglione Cosentino, Celico, Luzzi, Montalto Uffugo, Rende és San Pietro in Guarano.

## Története
A település alapításáról nem léteznek pontos adatok. Valószínűleg a 9. században alapították a szaracén portyázások elől menekülő cosenzai lakosok.

## Népessége
A népesség számának alakulása:

## Főbb látnivalói
- Castello
- SS.Annunziata-templom
- Madonna delle Grazie-templom
- San Paolo Apostolo-templom
- San Floreano di Dordolla-templom